# ロバート・カニンガム (初代ロスモア男爵)
初代ロスモア男爵ロバート・カニンガム（英語: Robert Cuninghame, 1st Baron Rossmore、1728年ごろ – 1801年8月6日）は、アイルランド王国出身の軍人、政治家、貴族。1745年ジャコバイト蜂起で志願兵として従軍した後、陸軍で昇進を続け、最終的には1793年に大将に昇進し、同年から1796年までアイルランド最高司令官を務めた。政治家としては1751年から1796年までアイルランド庶民院議員を務め、1788年10月から1789年2月まではグレートブリテン庶民院議員も兼任した。

## 生涯

### 軍人として
デイヴィッド・カニンガム大佐（David Cuninghame）の長男として、1728年ごろに生まれた。エディンバラ大学で法律を学んだが、1745年ジャコバイト蜂起の最中の1745年9月にエディンバラ志願兵部隊（Edinburgh Volunteers）に入隊してエディンバラの守備につき、偵察に出たときに捕虜にされた。翌年のカロデンの戦いでは第14歩兵連隊の一員として参戦、同年にエンサイン（歩兵少尉）としてジョージ・サックヴィル卿の歩兵連隊に正式に入隊した。以降サックヴィルとは生涯にわたる友人になった。
1752年に第35歩兵連隊の大尉に昇進した後、1757年に中佐に、1762年2月19日に大佐に、1772年5月25日に少将に昇進した。また、1767年から1775年まで第58歩兵連隊隊長を務めた後、1775年10月18日に第14歩兵連隊隊長に転じ、1787年4月4日に竜騎兵第5連隊隊長に転じた（1799年4月8日に連隊解散）。1770年にキンセール総督に任命され、1801年に死去するまで務めた。1777年9月6日に中将に、1793年10月18日に大将に昇進した。

### 政界にて
アイルランド庶民院では1751年から1760年までトゥルスク選挙区の、1761年から1768年までアーマー・バラ選挙区の、1768年から1796年までモナハン・バラ選挙区の代表として議員を務め、議会で政府を支持した。
1754年イギリス総選挙では第3代アーガイル公爵アーチボルド・キャンベルの後援を得てスターリング・バラ選挙区から出馬しようとしたが、選挙直前に首相ヘンリー・ペラムが死去すると立候補をとりやめた。現職議員ジョージ・ホールデンが大金を選挙活動に投じたため、立候補の辞退を余儀なくされたとされ、結局ホールデンが無投票で再選した。
1782年6月7日、アイルランド枢密院の枢密顧問官に任命された。
フォックス＝ノース連立内閣（1783年）からアイルランド最高司令官への任命を約束されたが、政権交代により実現しなかった。政権交代直後はフォックス派とノース派が政権を奪還すると信じていたが、1784年イギリス総選挙でフォックス派とノース派が大敗、カニンガムは1785年には小ピット支持に転じた。
1788年9月10日にイースト・グリンステッド選挙区選出の庶民院議員である弟ジェームズが死去すると、補欠選挙が行われたが、その兄であるロバート・カニンガムは当然の選択として選ばれ、無投票で当選した。議会ではスコットランドなまりが強かったものの有能な演説家だとされた。しかし、わずか2か月後に辞意を表明し、選挙区での後援者だった第3代ドーセット公爵ジョン・サックヴィルと相談したのち1789年2月に正式に辞任した。

### 再び軍務に就く
辞任後はアイルランドで軍務に戻り、1793年4月25日にアイルランド最高司令官に任命され、同年10月18日に大将に昇進した。1796年、アイルランド最高司令官を退任した。
1796年10月19日、アイルランド貴族であるモナハン県におけるモナハンのロスモア男爵に叙された。この爵位にはヘンリー・アレクサンダー・ジョーンズ（Henry Alexander Jones、1796年と1801年の間に生涯未婚のまま没、妻の妹アンの息子）、ワーナー・ウィリアム・ウェステンラ、ヘンリー・ウェステンラ（2人ともに妻の妹ハリエットの息子）の順で特別残余権（special remainder）が与えられていた。このうち、ヘンリー・アレクサンダー・ジョーンズは子供のないまま初代ロスモア男爵に先立って死去、ヘンリー・ウェステンラも子供をもうけず、爵位を継承することのないまま死去した。
1801年1月にアイルランド貴族代表議員に選出されたが、同年8月6日にダブリンで急死、特別残余権に基づきワーナー・ウィリアム・ウェステンラが爵位を継承した。

## 家族
1754年5月29日、エリザベス・マレー（Elizabeth Murray、1732年ごろ – 1824年12月23日、アイルランド庶民院議員ジョン・マレーの娘）と結婚したが、2人の間に子供はいなかった。